# 豊富ランプ
豊富ランプ（とよとみランプ）は、兵庫県姫路市にある播但連絡道路のランプである。
山陽姫路東IC、姫路JCT方面の出入口が設置されているハーフICである。

## 接続する道路
- 直接接続
  - 兵庫県道218号西田原姫路線
- 間接接続
  - 国道312号

## 周辺
- 甲八幡神社
- 姫路城
- 姫路競馬場

## 隣
E95 播但連絡道路
(3) 山陽姫路東IC/豊富PA（北行き） - 豊富PA（南行き） - (4) 豊富ランプ - (5) 砥堀ランプ